# Équipe d'Union soviétique de hockey sur gazon
L'équipe d'Union soviétique de hockey sur gazon est la sélection des meilleurs joueurs soviétiques de hockey sur gazon.

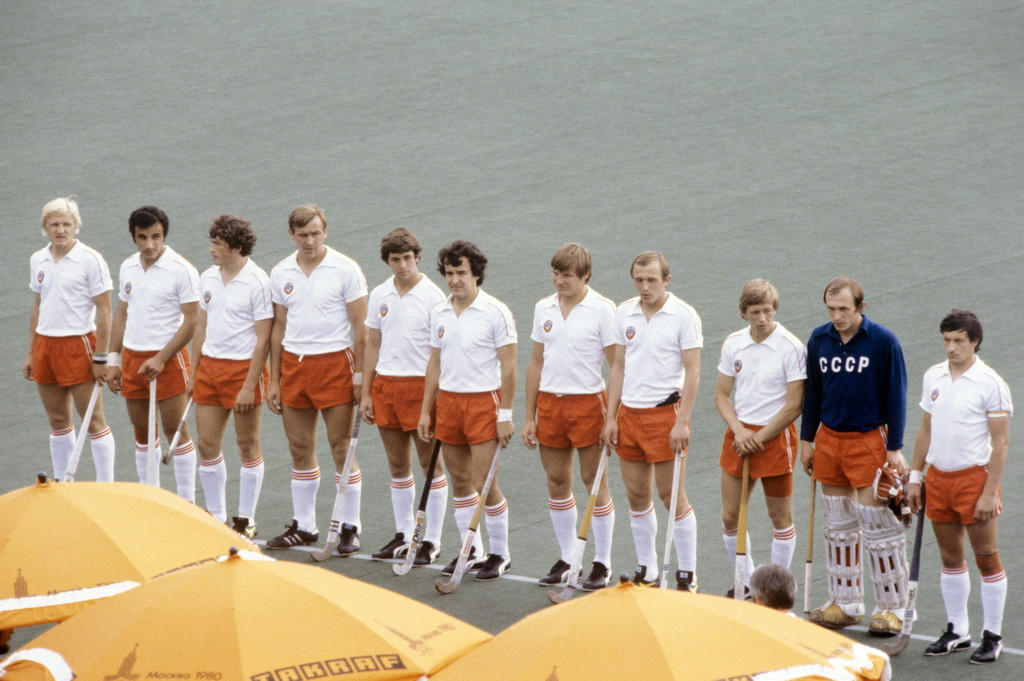
L'équipe d'URSS aux Jeux olympiques de 1980.

## Palmarès
| Jeux olympiques - 1980 : 3e - 1988 : 7e |  | Coupe du monde - 1982 : 6e - 1986 : 4e - 1990 : 6e |  | Championnat d'Europe - 1970 : 14e - 1983 : 2e - 1987 : 4e - 1991 : 4e |  | Champions Trophy - 1982 : 6e - 1987 : 8e - 1988 : 4e - 1990 : 5e - 1991 : 6e | Jeux de l'Amitié - 1984 : 1er |